# Spellbinder Live
Spellbinder Live è il quinto album dal vivo del gruppo musicale rock britannico Uriah Heep pubblicato nel 1996.

## Tracce
La canzone Sail the Rivers è stata registrata in studio.
1. Devil's Daughter (Byron/Box/Hensley/Kerslake) – 4:38
2. Stealin' (Hensley) – 5:32
3. Bad Bad Man (Lanzon) – 3:58
4. Rainbow Demon (Hensley) – 4:13
5. Words in the Distance (Box/Lanzon) – 4:42
6. The Wizard (Hensley/Clarke) – 3:44
7. Circle of Hands (Hensley) – 7:24
8. Gypsy (Box/Byron) – 7:08
9. Look at Yourself (Hensley) – 4:56
10. Lady in Black (Hensley) – 5:48
11. Easy Livin' (Hensley) – 3:02
12. Sail the Rivers (Bolder) – 6:52

## Formazione
- Bernie Shaw - voce
- Mick Box - chitarra
- Phil Lanzon - tastiere
- Trevor Bolder - basso
- Lee Kerslake - batteria